# Protanilla gengma
Protanilla gengma  (лат.) — вид мелких муравьёв (Formicidae) из подсемейства Leptanillinae.

## Распространение
Китай: Юньнань, Гэнма-Дай-Ваский автономный уезд (Gengma County), Mengding Town, Nantianmen. Обнаружены в почве в широколиственном лесу на высоте 1760 м.

## Описание
Мелкие слепые муравьи длиной от 4,1 до 4,5 мм. Длина головы (HL) 0.70-0.78 мм, ширина головы (HW) 0.60-0.65 мм, длина скапуса усика (SL) 0.65-0.73 мм. Окраска тела двуцветная: голова чёрная, жвалы, усики, преднегрудка, ноги и 2-4-й сегменты брюшка желтовато-коричневые; мезоторакс, метатторакс, проподеум, петиоль, постпетиоль, и первые брюшные тергиты чёрные. Голова суженная кпереди. Мандибулы узкие, изогнуты вниз, с многочисленными мелкими зубчиками. Нижнечелюстные щупики 4-члениковые. Метанотальная бороздка развита. Пигидиум (тергит 7-го абдоминального сегмента) крупный, округлый. Рабочие особи слепые (сложных глаз нет), жёлто-коричневые. Усики 12-члениковые, усиковые валики отсутствуют, место прикрепления антенн открытое. Название виду P. gengma дано по имени места обнаружения (Гэнма-Дай-Ваский автономный уезд).